# 카슈미르뒤쥐
카슈미르뒤쥐(Sorex planiceps)는 땃쥐과에 속하는 포유류의 일종이다. 파키스탄과 인도에서 발견된다.